# Нок (культура)

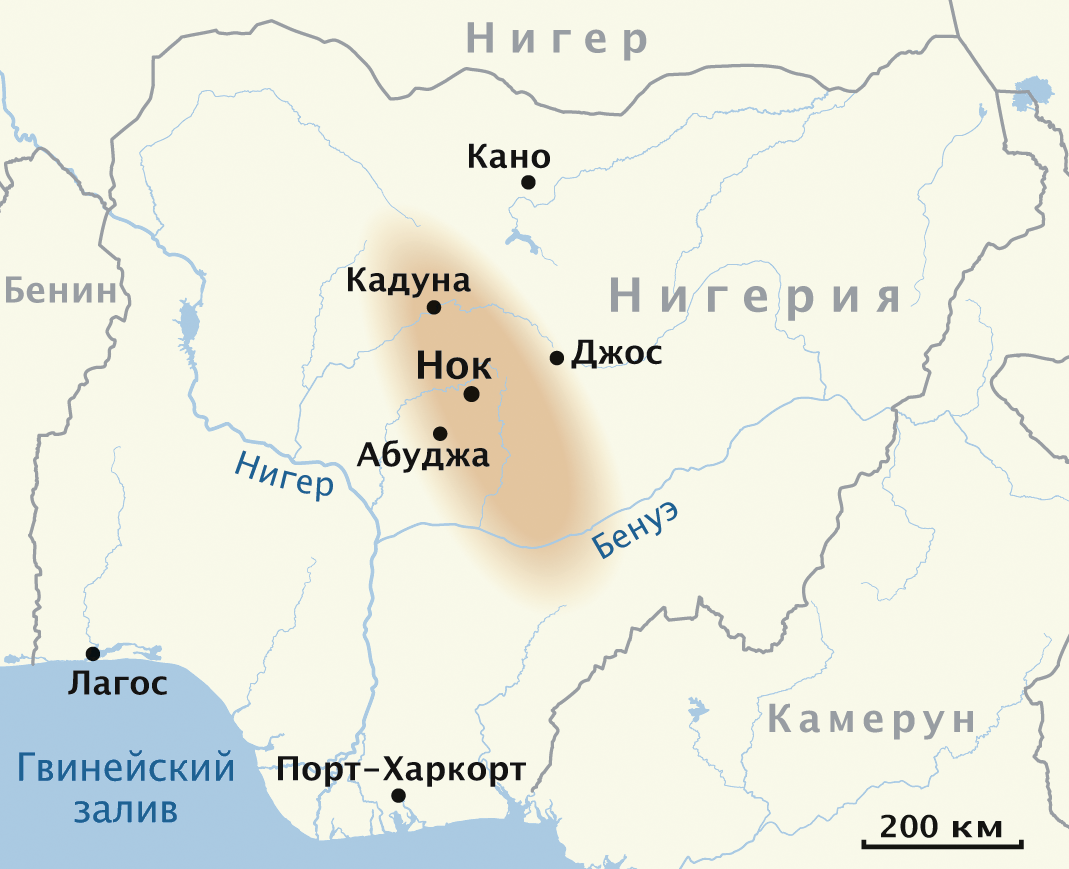
Центральный район расположения цивилизации Нок

Цивилизация Нок, названная по одноименной деревне, близ которой обнаружен первый археологический памятник, относящийся к ней, возникла в Нигерии около 1500 г. до н. э., и по невыясненным причинам исчезла около 500 года нашей эры, просуществовав около 2 тысяч лет. Социальная система цивилизации была очень развитой, и представляла собой конец неолита (каменного века) и начало Железного века. Как полагают, цивилизация Нок раньше всех в регионе, расположенном к югу от Сахары, стала изготавливать терракотовые статуэтки.

## История цивилизации

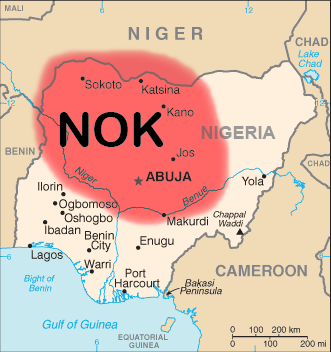
Область жизнедеятельности Нок

По мнению Уильяма Фэгга, первого, кто начал серьёзно исследовать фигурки Нок, творцами её культуры были предки нынешних народностей[каких?], населяющих центральные районы Нигерии.

### Возникновение
2500 лет назад жители северной части центральной Африки из-за засухи вынуждены были мигрировать на юг к Гвинейскому заливу, обосновавшись в береговых деревнях, местонахождение которых было определено по археологическим остаткам (каменные топоры, фрагменты изделий из керамики и железа).
Там между новыми поселенцами произошло смешение культур, что взаимно обогатило их опыт в скотоводстве, возделывании злаков и т. п. Известно, что это была неоднородная группа, поскольку у каждого сообщества был свой стиль обработки керамики, но общим у них было одно — они владели искусством металлургии.
В середине первого тысячелетия до нашей эры участившиеся осадки, вызывавшие наводнения, вынудили поселенцев отказаться от береговой зоны и переселиться в область плоскогорий Нигерии, в междуречье рек Нигер и Бенуэ. Так появились Нок, культурный багаж которых включает продвинутые сельскохозяйственные и ремесленные знания, а также необычную чувственную эстетику, выраженную в их произведениях искусства.

### Расцвет
Считается[кем?], что Нок была первой культурой в Центральной Африке, перешедшей из каменного века в железный. Именно с её расцветом, который датируют 100—200-ми годами нашей эры, связано начало железного века в Африке к югу от Сахары в Центральной Нигерии, и появление западноафриканской пластики.
Терракотовую культуру Нок называют[кто?] главным свидетельством расцвета африканских цивилизаций, и выдвигают предположение, что их социальный строй в конечном счёте развился в более позднее сообщество в плоскогорьях Джос. О прогрессе этой цивилизации свидетельствует изображение сановника Нок, хранящееся в нью-йоркском музее изобразительных искусств Метрополитен. Сановник изображён несущим «пастуший посох», прикреплённый упругим материалом к правой руке. Сановник также изображён сидящим, с расширенными ноздрями и открытым ртом, предполагающими глубокий вдох и выдох, связанные с медитацией.

### Закат
Нет никаких точных научных обоснований исчезновению Нок, за исключением гипотезы о том, что причиной, возможно, послужили неизвестная эпидемия или сильное наводнение.
С другой стороны, закат Нок в первом тысячелетии совпадает с возникновением на берегах озера Чад другой культуры[какой?], сравнимой по уровню, с которой она поддерживала некое соперничество из-за влажных зон (что объясняет появление оборонительных сооружений в деревнях).

## История открытия

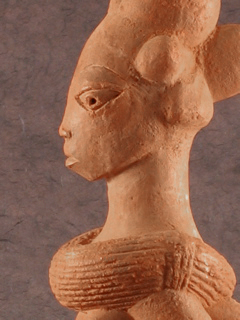
Статуэтка Женщины. Высота: 48 см. Возраст: от 900 до 1500 лет

Первые следы цивилизации Нок были открыты в 1928 на плоскогорьях Джос во время горных работ. Тогда были обнаружены первые осколки, но потом забыты. В 1932 году группа из 11 статуэток в отличном состоянии была обнаружена вблизи города Сокото. В это же время были привезены статуэтки из города Кацина. И хотя в них прослеживалась схожесть с классическим стилем Нок, связь между ними всё же не до конца ясна.
Позднее, в 1943 вблизи деревни Нок (находящейся всё на том же плоскогорье Джос), в центре Нигерии, при разработке месторождения олова был случайно найден ряд новых глиняных фигурок. По легенде, местный рабочий нашёл голову статуэтки и отнёс к себе домой, где не без успеха использовал её в качестве пугала на бататовом поле в течение года. Затем управляющий шахты обратил на неё внимание и купил её. Он привёз голову в город Джос и показал курсанту, Бернарду Фэггу, увлекавшемуся археологией, который сразу понял значение этой находки. Он попросил, чтобы все шахтёры сообщили ему о подобных находках и в результате он стал обладателем более чем 150 фрагментов. Среди них — не только терракотовые головы, но и фигурки животных, каменные и металлические орудия и много других древних изделий.
Впоследствии Бернард и Анжела Фэгг организовали систематические раскопки, что позволило обнаружить много более полезных местонахождений, рассыпанных по обширной области, где находок было много больше, чем в первоначальном месте. К 1977 году число цельных терракотовых объектов, найденных в ходе раскопок, составило 153 единицы. Поскольку в этой области междуречья часты наводнения, в большинстве своём они оказывались найденными не археологическим способом, а в так называемых «вторичных залежах», расположенных в высохших руслах саванн Северной и Центральной Нигерии (юго-западная часть плоскогорья Джос), то есть статуэтки сносило наводнениями по долинам, где их и обнаруживали. Позднее их находили во всё более и более обширной области размером примерно триста на двести миль, включая центральную долину реки Нигер и нижнюю долину реки Бенуэ.
Также были обнаружены другие изделия, такие как браслеты, керамика, острия стрел, ножи из железа и сельскохозяйственные инструменты.
Около реки Бенуэ особо выделяются два местонахождения в очень хорошем состоянии. Это местности Самун Дукия (англ. Samun Dukiya) и Таруга (англ. Taruga). В результате эрозии почвы после наводнений на свет вышли не только остатки глиняных фигурок, но и изделия из железа, подвергавшиеся плавке и ковке, что лишний раз говорит о том, что они были произведены туземцами, а не привезены откуда-то ещё.

## Связь с другими культурами
О том, что культура Нок — чисто африканская, говорят некоторые стилистические особенности, сближающие её с деревянной скульптурой современной Африки. Например, сразу бросается в глаза, что головы древних фигурок непропорционально огромны: на них приходится от одной трети до половины длины всего тела. Так же в тех краях изображают людей и сегодня: ведь голова — это основное вместилище «ньяма», жизненной силы, и её размеры в Африке традиционно принято преувеличивать.
Культура Нок считается первопроходческой в африканском сельском хозяйстве и металлургии, но её художественный стиль стоит особняком.
Согласно некоторым точкам зрения[чьим?], основанным на художественных подобиях ранних форм искусства древних народностей йоруба и нок, прослеживается связь между Нок и их современниками, проживавшими на плоскогорьях Джос. Например, эта связь видна в масках древнего царства Йоруба, а затем (много веков спустя) также и у Бенин, начавших классическую натуралистическую скульптурную традицию в западной Африке.

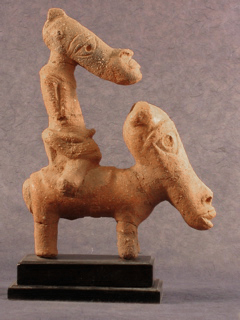
Всадник и лошадь Нок. Высота: 53 см. Возраст: от 1400 до 2000 лет

Вероятно, существовали коммерческие отношения между севером и югом пустыни Сахары в течение первого тысячелетия нашей эры, известно, что существовали повозки, тянущиеся лошадьми. Поселенцы с юга поставляли золото, слоновую кость и другие продукты, характерные для тропической фауны, в то время как с севера привозили соль, материи, керамику, стекло, некие фрукты и даже лошадей. Лошадь — животное, которое действительно производило впечатление на Нок, которые часто в своём искусстве изображали фигуры наездников, большей частью мужчин. Эти предметы считались самыми ценными в искусстве Нок.
Вообще, культура Нок имела широкий радиус воздействия, ибо её традиции сохранились и живут в искусстве множества различных племён — от Берега Слоновой Кости до Анголы. Прически, подобные известным в пластике культуры Нок, можно обнаружить в скульптурах племени балуба в Конго: деформации черепа — у конголезского племени мангбету; форма глаз и рта — в скульптуре йоруба; гротеск — в масках ибибио из южной Нигерии. Танцевальные маски ибов из Нигерии и племени кран с Берега Слоновой Кости относятся к арсеналу демонологических представлений Нок, а знаменитые в этой культуре головы Януса сохранились до сих пор в масках нигерийских племён ибибио и экон.
Отличительной чертой пластики культуры Нок, позже редко встречающейся в африканской скульптуре, является динамика движения, о чём свидетельствуют сохранившиеся статуэтки людей и животных. Эта динамика выработана культурой Нок самостоятельно (по крайней мере на уровне современных исследований[каких?]), без влияния иных культур. Эта тенденция сохранилась только в скульптуре нижнего течения Конго и в Анголе.
Дальнейшими звеньями в цепи развития культур древней Нигерии была творческая деятельность жителей Ифе и Бенина. У найденных у культур Ифе и Бенина, медных и терракотовых скульптурах, относящихся к более позднему периоду, также обнаруживается значительное сходство с найденным у Нок. Например, одна из фигурок культуры Нок похожа на бронзовую статую культуры Ифе — настолько похожа, что создаётся впечатление, что скульпторы творили по одной и той же модели. Одинаковые пропорции фигуры, размеры, одинаковые украшения… А между тем эти скульптуры разделяет во времени целое тысячелетие. И таких совпадений ещё десятки и десятки. Но ясно одно: культура Нок прямо предшествует культуре Ифе, между ними прослеживается чёткая преемственность.
Как писал брат Бернарда Фэгга Уильям, — искусствовед, положивший начало исследованию фигурок Нок, — «прежде всего они поражают удивительным разнообразием форм, которое сочетается с глубоким единством стиля, позволяющим безошибочно отнести их к одной „художественной школе“, несмотря на то, что один из фрагментов приближается к тому, что мы бы назвали натуралистическим стилем, в то время как другой удалён от него настолько, что лишь с трудом может быть причислен к изобразительному искусству… причём общие формальные признаки очень просты; прежде всего, это особая трактовка глаз, которая обычно приближается к треугольной или полуциркульной форме, а также носовых и ушных отверстий (иногда также и рта)».

## Терракоты

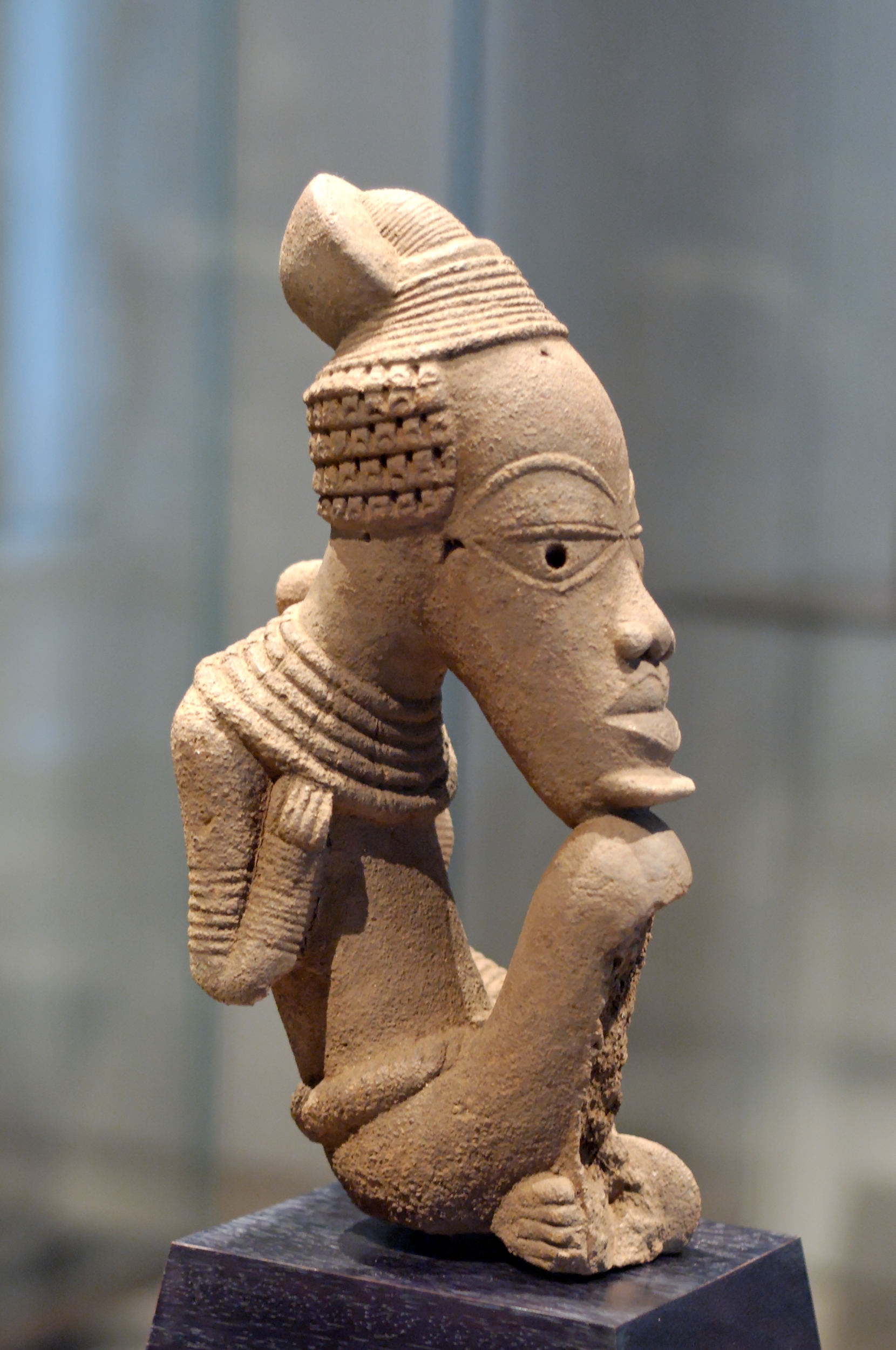
Терракотовая скульптура Нок

Искусство Нок известно главным образом благодаря терракотовым скульптурам, то есть изготовленным из красной или жёлтой гончарной глины, изображающих людей и животных. Терракоты сохранились главным образом в форме разрозненных фрагментов.
Поэтому на сегодняшний день большинство таких скульптур дошло до нас в виде мужских и женских голов, причёски на которых очень проработаны и изящны. Причина обнаружения фигурок в виде обломков, связана с тем, что находки обычно делают в аллювиальных отложениях — в почве, получающейся в результате наноса (намыва) водой. Терракотовые статуэтки, найденные там, трудно обнаружимы, раскрошены, размыты водой и повреждены. Очень редко работы крупного размера остаются неповреждёнными, что определяет их высокую ценность на всемирном художественном рынке.
С помощью радиоуглеродного метода удалось определить возраст находок — самые ранние были сделаны в V веке до н. э., самые поздние — примерно в 300 году н. э. Однако согласно последним исследованиям[каким?], самые древние фигурки старше 3000 лет, то есть были созданы около 900 года до н. э., что выяснилось посредством термолюминесцентного анализа.
Вообще, история Африки писалась терракотами. Металлические изделия шли на переплавку у охотников за цветным металлом. Деревянные фигурки были добычей огня и термитов. Лишь терракотовые статуи, как сделанные из наименее ценного материала, дошли до наших дней.
У этого материала есть ещё одно преимущество — он мог быть изготовлен голыми руками, без привлечения технических средств. Ремесленники, которые работали у Нок, использовали один и тот же материал как для своих гончарных изделий, необходимых в повседневной жизни, так и для изготовления высокохудожественных статуэток — крупнозернистую глину.
Для столовой посуды глину высушивали на солнце или обжигали в очагах или открытых печах при температуре порядка 300 градусов по Цельсию. Для отдельных произведений они использовали специальные закрытые печи, в которых достигали бо́льших температур.
Отдельные статуи могли достигать 120 сантиметров в высоту, что предполагает отличный контроль над техникой изготовления, такой как обжиг на открытом воздухе. Многие из статуй были пустотелыми. Анализ показал, что толщина их стенок была очень единообразной. Так, скульпторы, заботясь о том, чтобы при обжиге не возникло проблем, удаляли те части, которые были неоднородными и могли лопнуть под действием огня.
Отлаженный процесс обжига и такой технический навык, как контроль за стилистическим единообразием, замеченный в этих работах, позволяет предполагать, что Нок, возможно, могли быть последователями какой-то долгой художественной традиции. Нигде нет указаний на пробные эксперименты. Характеристики стиля уже сразу точны. Глаз привлекает внимание своим значением. Это — иногда дуга, иногда треугольник, а выше — бровь, которая уравновешивает кривую века над ней.
Назначение статуэток до сих пор неизвестно, поскольку научные изыскания пока не дали результатов. Однако известно, что керамические портреты культуры Нок служили погребальным целям, что вполне соответствует обычаям Западной и Центральной Африки.
Вот что пишет по этому поводу У. Фэгг: «вполне вероятно, современные поселенцы в Нигерии сохранили ту же религию, которая процветала в период культуры Нок, — культ мифических предков племени, представлявшихся как основной источник жизненной силы, как посредники, через которых эта сила распространялась на живых людей. Мы имеем достаточно оснований предполагать, что терракотовые фигуры Нок выполняли ту же функцию… что и деревянные (а иногда и терракотовые) фигурки предков… которые, возможно, являются потомками памятников культуры Нок».

## Бронзовые скульптуры
Нок также причастны и к повсеместному распространению металлургии железа в Африке южнее Сахары. (см. Википедия: Народы Африки). Их культуре принадлежат и бронзовые скульптуры.
Их изготовляли с помощью так называемого «метода потерянного воска». Грубую глиняную болванку обмазывали толстым слоем воска, из которого лепили модель. Затем её вновь покрывали глиной и заливали в специально оставленное отверстие расплавленный металл. Когда воск вытекал, модель сушили, внешний слой глины разбивали, и полученную бронзовую фигурку тщательно шлифовали, «доводя до ума».
Этот метод был известен ещё в Древнем Египте, но в Африке ничего подобного ранее не находили.

## Альтернативные гипотезы
Есть исследователи[кто?], которые отрицают существование подлинной культуры Нок, например, такие как археолог Граам Конна, который считает, что скорее следует говорить о группе общих черт, свойственных первому периоду Железного века в этой зоне Африки, между разными, независимыми от зон проживания культурами, которые в действительности не формировали единственную цивилизацию.
По некоторым теоретическим изысканиям[каким?] Нок называют потомками египтян. Действительно, связь с древним Египтом могла бы быть объяснением зрелости культуры Нок и в том числе утончённости их терракотовых скульптур. Однако такое объяснение, возникшее в середине XIX века, считается старомодным, и привнесено лишь из-за обилия волос на головах скульптур, как и в произведениях египтян, и из-за близости их географического положения. На самом деле, убедительных доказательств связи древнего Египта и Нок нет.